# Ace Ventura 2: Volání divočiny
Ace Ventura 2: Volání divočiny (v anglickém originále Ace Ventura: When Nature Calls) je americká filmová komedie z roku 1995. Režisérem filmu je Steve Oedekerk. Hlavní role ve filmu ztvárnili Jim Carrey, Ian McNeice, Simon Callow, Maynard Eziashi a Bob Gunton. Jedná se o pokračování filmu Ace Ventura: Zvířecí detektiv.

## Obsazení
| Jim Carrey               | Ace Ventura      |
| Ian McNeice              | Fulton Greenwall |
| Simon Callow             | Vincent Cadby    |
| Maynard Eziashi          | Ouda             |
| Bob Gunton               | Burton Quinn     |
| Damon Standifer          | náčelník Wachatů |
| Sophie Okonedo           | princezna        |
| Adewale Akinnuoye-Agbaje | Hitu             |